# Hidroelektrana Rijeka
Hidroelektrana Rijeka ili HE Rijeka je visokotlačno derivacijsko postrojenje, te protočna hidroelektrana koja koristi vode vodotoka Rječine. Strojarnica je smještena na koti 5 m nad morem, uz korito Rječine, blizu morske obale. Zahvat vode je smješten nekoliko kilometara uzvodnije u koritu Rječine, na koti 229,5 m nad morem. Izgradnjom betonske gravitacijske brane visine 35 m na Rječini kod sela Grohova ostvaren je zahvat vode za hidroelektranu i umjetno jezero korisnog obujma 470 000 m3. Maksimalni radni vodostaj u umjetnom jezeru je 229,5 m nad morem. Na sredini brane nalaze se dva preljevna polja, sa zaklopkama za evakuaciju velikih voda.
Voda iz akumulacije Valića usmjerava se na postrojenja HE Rijeke preko dovodnoga tlačnog tunela. Postrojenja su u dolnjem toku, neposredno uz izvor Zvir.
U temeljnom dijelu brane smještena su dva temeljna ispusta opremljena segmentnim zatvaračima. Neposredno uz branu, na desnoj obali jezera, smješten je ulazni uređaj dovodnog tunela opremljen finom rešetkom i tablastim zatvaračem. Dovodni tlačni tunel promjera 3,2 m i dužine 3117 m, dovodi vodu do vodne i zasunske komore smještene u brdu Katarina iznad Rijeke, gdje počinje tlačni cjevovod. Vodna komora izvedena je s dvije horizontalne komore, svaka dužine 30,7 m i s jednim vertikalnim oknom, koje na vrhu završava još jednom horizontalnom komorom i spojem s otvorenim bazenom vodne komore. U zasunskoj komori smješten je leptirasti zatvarač. 
Čelični tlačni cjevovod promjera 2,3 m pri vrhu i 2,2 m pri dnu, dugačak je 803 m i položen u kosi rov. Ispred same strojarnice tlačni cjevovod se račva prema dvije proizvodne jedinice. U podzemnoj strojarnici su smještene dvije proizvodne jedinice. Hidroelektrana Rijeka ima dvije Francisove turbine, snage 19,8 MW, instaliranog protoka 10,5 m3/s i konstriktivnog pada 213 m, s predturbinskim kuglastim zatvaračem, regulatorom i tlačnom napravom. Električni generatori su snage 23 MVA, stupnja iskorištenja 0,8 i generatorskog napona 10,5 kV. Ukupna instalirane snage Hidroelektrane Rijeka je 36,8 MW. 
Visinska razlika između vode u izgrađenom umjetnom jezeru i vodnih turbina i generatora hidroelektrane je 225 m, a maksimalna joj je godišnja proizvodnja 130 GWh (ostvarena 1979.).  Tijekom 2006., Hidroelektrana Rijeka je ostvarila proizvodnju od 93 GWh, dok se prosječno proizvodi 89 GWh godišnje.